# Зекі Мехрібан Мюрвет-кизи
Мехрібан Мюрвет-кизи Зекі (лат. Mehriban Mürvət qızı Zəki; нар. 18 грудня 1966, Баку, СРСР) — азербайджанська акторка театру і кіно.

## Біографія
Мехрібан Зекі народилася 18 грудня 1966 року у Баку. Після закінчення Азербайджанського державного університету культури та мистецтв Зекі стала працювати у театрах Баку. Мехрібан також знімається в азербайджанських телесеріалах та грає в кіно.

## Вибіркова фільмографія
- Телефон довіри (2001)
- Там, де зливаються ріки (2004)

## Звання та нагороди
- «Краща театральна робота» на фестивалі «Новруз» (Ашхабад, 1993)
- Заслужена артистка Азербайджану (1998)
- Лауреат фестивалю «Схід-Захід» (Баку, 2005)
- Народна артистка Азербайджану (2018)